# Sebastian Owczarek
Sebastian Owczarek (ur. 16 kwietnia 1987 w Kluczborku) – polski hokeista, trener. 

## Kariera
- SMS II Sosnowiec (2003/2004)
- SMS I Sosnowiec (2003/2004)
- Polonia Bytom (2004/2010)
- Ciarko KH Sanok (2010/2011)
- GKS Jastrzębie (2011)
- Polonia Bytom (2011-2018)

W 2011 zawodnik GKS Jastrzębie. Od listopada 2011 ponownie zawodnik Polonii Bytom. Został kapitanem drużyny w sezonie PHL 2016/2017. Występował w Polonii Bytom do 2018.
Podjął studia AWF Katowice na kierunku wychowanie fizyczne. Został także zawodnikiem hokeja na rolkach, w czerwcu 2016 został powołany do kadry Polski na turniej mistrzostw świata. Został powołany do reprezentacji Polski na turniej hokeja na rolkach podczas World Games 2017.
Na początku lipca 2018 został ogłoszony asystentem głównego trenera Polonii Bytom, Andrieja Parfionowa. 4 września 2018 został ogłoszony trenerem przygotowania motorycznego w sztabie szkoleniowym reprezentacji Polski kobiet do lat 18. Na sezony 2019/2020, 2020/2021 był wybierany asystentem głównych trenerów tej kadry.

## Sukcesy
Klubowe
- Puchar Polski: 2010 z Ciarko KH Sanok
- Brązowy medal mistrzostw Polski: 2017 z Polonią Bytom